# الحسن بن محمد البوريني
بدر الدين الحسن بن محمد البوريني الصّفوري الدّمشقي (22 يوليو 1556 - 9 يونيو 1615) (15 رمضان 963 - 13 جمادى الأولى 1024) عالم مسلم وأديب وشاعر عربي من أهل القرن السادس عشر الميلادي/ العاشر الهجري. ولد في صفّورية والبوريني نسبة إلى بلدة والده بورين، ثم هاجر به والده إلى دمشق وهو ابن سبع سنوات طلباً للعلم، فتلقى علوم عصره على يد كبار علماء دمشق، وبرع فيها، ونال إعجاب شيوخه وإجازاتهم، وترقّى في الوظائف التعليمية والرسمية حتى ذاع صيته. له مؤلفات عديدة وديوان أشعار. توفي في دمشق عن عمر 59 عاماً.

## مؤلفاته
له:
- مُنتخبات من أشعار المُتنبّي والشابَّ الظريف والشَّريف الرضي وأبي تمّام وغيرهم.
- رسائلُ بينه وبين أسدِ بن مُعين الدين الطَّرزي
- مَزجُ الصَّواب بالمُجون في حلّ سلسلةِ المجنون
- الرّحلة الحلبيّة
- الرّحلة الطرابُلُسيّة
- خبرٌ عن حادثة السّنين 1018 - 1023 هـ وترجمة الشيخ عبد الرحمن بن عماد الدين الحنفي
- حاشيةٌ على أنوار التنزيل
- السَّبعُ السَّيارةُ
- رسالة في الاعتذار من مُعاقرة الرّاح
- ديوان أشعاره
- مفاكهة الخِلّان في حوادث الزمان
- القلائد الجوهرية في تاريخ الصالحين
- تاريخ الصالحية وعلمائها ومساندها
- الغُرف العَلِيَّة في تراجم متأخّري الحَنفية
- ذخائر القصر في تراجم نُبلاءِ العصر
- التمتّع بالإقران بين تراجم الشّيوخ والأقران
- إنباء الأمراء بأنباء الوزراء
- إعلام السائلين عن كتب سيّد المرسلين